# Infernalia
Infernalia (Books of Blood - Volume One) è la prima antologia di racconti di Clive Barker, pubblicata nel 1984, primo dei sei volumi della serie Books of Blood, pubblicati nel giro di soli due anni.
L'introduzione è firmata da Ramsey Campbell.

## Racconti contenuti
- Il Libro di Sangue (The Book of Blood): storia della genesi dei Libri di Sangue.
- Macelleria Mobile di Mezzanotte (The Midnight Meat Train): Leon Kaufman, recentemente trasferitosi a New York, in un luogo che ha a lungo idolatrato come "Il Palazzo delle Delizie". Da quando è arrivato, rimane deluso, vedendo la sporcizia e la depravazione in una città come tutte le altre. Un uomo di nome Mahogany, soprannominato dai media come "il macellaio", si aggira in città uccidendo persone nei treni della metropolitana, alla ricerca di "carne fresca". Kaufman si addormenta su un treno della metropolitana a tarda notte per Far Rockaway, nel Queens, e si sveglia scoprendo che Mahogany ha ucciso persone nel vagone vicino e il capotreno sta collaborando con lui. Dopo che Kaufman ha ucciso Mahogany, il treno arriva a una stazione segreta dove antichi umani avvizziti salgono a bordo e consumano la carne dei cadaveri. Le creature, i "Padri della Città", sono da secoli i governanti segreti di New York, le persone che fondarono e inizialmente costruirono la città. Alla fine presentano Kaufman all'incomprensibile "padre dei padri", che vive qui da prima dei primi umani d'America. Uno di loro taglia la lingua a Kaufman, affermando che "servirà in silenzio", e lo recluta come nuovo macellaio incaricato di portare loro carne fresca. Kaufman sviene mentre il capotreno annuncia la prossima destinazione come "casa". Kaufman viene successivamente svegliato dal conducente in una stazione della metropolitana segreta e incontaminata e aiutato a scendere dal treno mentre le squadre delle pulizie arrivano per coprire gli eventi della notte precedente. Il controllore afferma che ha molto da imparare prima di iniziare il suo lavoro quella sera e lo presenta agli addetti alle pulizie che lo guardano con un senso di reverenza. Esce dalla stazione per strada la mattina presto mentre la città si sveglia e si anima, cade in ginocchio, bacia la terra e giura la sua fedeltà alla città.
- Il Ciarliero e Jack (The Yattering and Jack): Jack Polo è un importatore di cetriolini perseguitato da un demone minore chiamato Il Ciarliero. Belzebù ha ordinato al demone di perseguitare Jack , poiché uno degli antenati di quest'ultimo aveva rinnegato un patto stretto con il signore dei demoni. Il Ciarliero è frustrato quando i suoi tentativi, volti a far impazzire Jack, trovano risposta con buon umore e apparente inconsapevolezza. All'insaputa del Ciarliero, Jack sta però ignorando di proposito il demone, per frustrarlo e allo stesso tempo mantenere la propria sanità mentale. Il Ciarliero lo sottopone a tormenti sempre più gravi, tra cui l'uccisione dei suoi gatti e il terrore della sua famiglia, ma tutti questi sforzi falliscono. Alla fine Jack inganna il Ciarliero facendogli violare i suoi ordini, permettendo a Jack di approfittare di una scappatoia e rendere il Ciarliero il suo schiavo
- Mai dire Maiale (Pig Blood Blues): L'ex poliziotto Redman inizia a lavorare in un riformatorio, dove scopre un segreto mortale che coinvolge un ragazzo di nome Lacey. Lacey afferma che un ragazzo scomparso di nome Henessey non è scomparso, ma è presente sotto forma di fantasma. Mentre Redman indaga, scopre che una scrofa gigante in un porcile sul terreno potrebbe essere posseduta dal fantasma di Hennesey. Lacey dice a Redman che teme di essere dato in pasto alla scrofa, e Redman scopre che gli altri membri del personale e gli studenti del riformatorio, stanno preparando un sacrificio rituale in cui sacrificheranno il ragazzo. Redman riesce a salvarlo quando il porcile prende accidentalmente fuoco, ma viene poi catturato e presentato a sua volta alla scrofa, dove viene mangiato vivo da Lacey posseduta al comando della scrofa - un'oscura inversione dei sentimenti lussuriosi che Redman stava nutrendo. verso Lacey
- Sesso, morte e stelle (Sex, Death and Starshine): Terry Calloway sta dirigendo La dodicesima notte, in un teatro fatiscente. Ha una relazione con la sua protagonista , Diane Duvall, e spera che la sua fama in una soap opera attiri un vasto pubblico, ma la considera anche una povera attrice. Un misterioso uomo mascherato, il signor Lichfield, esprime insoddisfazione per la scelta di Diane come Viola . Il giorno delle prove finali, Lichfield afferma che sua moglie, Constantia, interpreterà il ruolo nella serata di apertura. Diane rimuove la maschera di Lichfield per rivelarlo come un cadavere animato . Lichfield bacia Diane e lei entra in coma. Constantia assume il ruolo di Viola. Dopo la "guarigione" di Diane, Terry fa sesso con lei e si rende conto che ora non è morta , poco prima di ucciderlo. Lo spettacolo si apre con una sala gremita. Dopo lo spettacolo, gli attori si rendono conto che il pubblico è composto interamente da fantasmi e morti rianimati. L'amministratore del teatro , Tallulah appena morto, brucia il teatro e ogni attore viene ucciso. Molti degli attori e Terry si uniscono poi al signor Lichfield e Constantia in viaggio, diventando una compagnia di repertorio dei non morti. .
- In collina, le città (In the Hills, the Cities): In un'area rurale isolata della Jugoslavia , due intere città, Popolac e Podujevo, creano enormi creature comunitarie unendo insieme i corpi dei loro cittadini . Quasi 40.000 persone camminano come il corpo di un unico gigante alto quanto un grattacielo. Questo rituale si ripete ogni dieci anni, ma questa volta le cose vanno storte e il gigante di Podujevo crolla, uccidendo orribilmente decine di migliaia di cittadini. Sotto shock, l'intera popolazione di Popolac impazzisce e diventa il gigante a cui è legata. Popolac vaga senza meta per le colline. Al calar della notte, molte delle persone che compongono il gigante muoiono per la stanchezza, ma il gigante continua a camminare. Mick e Judd, una coppia gay in vacanza nella zona, si imbatte nei corpi schiacciati della città di Podujevan, finiti in un burrone e inondati di sangue. Un uomo del posto cerca di rubare la loro macchina per raggiungere Popolac e ragionare con essa prima che crolli e distrugga le persone che la compongono. L'uomo spiega la verità della situazione a Mick e Judd, ma non credono alla storia. Cercano rifugio in una fattoria remota, dove Popolac entra nella fattoria, uccidendo accidentalmente Judd. Mick e la coppia di anziani proprietari della fattoria sono impazziti dalla paura. Mick vuole unirsi a Popolac. Si arrampica sulla torre di corde e corpi e viene portato via mentre cammina sulle colline.

## Trasposizioni cinematografiche
- Dal racconto Il Libro di Sangue, e da Il libro di Sangue (post-scriptum): Jerusalem Street, racconto conclusivo del sesto ed ultimo volume della serie, Monsters, è stato tratto nel 2008 il film Book of Blood.
- Dal racconto Macelleria Mobile di Mezzanotte è stato tratto nel 2008 il film Prossima fermata - L'inferno.

## Gli altri Libri di Sangue
- Ectoplasm (Books of Blood - Volume Two)
- Sudario (Books of Blood - Volume Three)
- Creature (Books of Blood - Volume Four)
- Visions (Books of Blood - Volume Five)
- Monsters (Books of Blood - Volume Six)

## Edizioni
- Clive Barker, Infernalia, traduzione di Tullio Dobner, I romanzi Sonzogno, Sonzogno, 1988,  p. 222.
- Clive Barker, Infernalia, traduzione di Tullio Dobner, I grandi, Bompiani, 1988,  p. 222, ISBN 88-452-1600-4.
- Clive Barker, Infernalia, traduzione di Tullio Dobner, Tascabili - Sonzogno Best Seller, Sonzogno Best Seller, 2000,  p. 222, ISBN 88-454-1889-8.